# Vincenzo Maculani
Vincenzo Maculani (né à Fiorenzuola d'Arda, en Émilie-Romagne, le 11 septembre 1578 et mort à Rome, le 16 janvier 1667) est un cardinal italien du XVIIe siècle. Il est membre de l'ordre des dominicains.

## Repères biographiques
Vincenzo Maculani est notamment lecteur de géométrie pratique et d'architecture, inquisiteur à Parme et à Gênes. Il est procurateur général de son ordre et nommé maître du palais apostolique en 1639.
Il est créé cardinal par le pape Urbain III lors du consistoire du 16 décembre 1641. Il est archevêque de Bénévent de 1642 à 1643. Maculani est envoyé à Malte pour reconstruire les fortifications de l'île et dirige plusieurs fortifications à Rome.
Maculani participe au conclave de 1644 (élection de Innocent X) et au conclave de 1655 (élection d'Alexandre VII). Il est camerlingue du Sacré Collège en 1652-1653.